# 암파라
암파라(싱할라어: අම්පාර, 타밀어: அம்பாறை)는 스리랑카 동부주 암파라구의 행정 중심지이다.